# Revolution 909
Revolution 909 ist ein Instrumental des French-House-Duos Daft Punk aus dem Jahr 1997. Es erschien im Februar 1998 als fünfte Singleauskopplung aus deren Debütalbum Homework.

## Entstehung und Veröffentlichung
Das Stück wurde, wie alle Titel auf Homework, von den beiden Daft-Punk-Mitgliedern Thomas Bangalter und Guy-Manuel de Homem-Christo getextet, komponiert sowie produziert. Bangalter und de Homem-Christo sind als alleinige Urheber des Liedes angegeben, obwohl als Basis für Revolution 909 ein Sample aus dem von Mousse T. produzierten Back to the Old School Remix (1995) des Liedes Celebration der deutschen Eurodance-Formation Fun Factory verwendet wurde.
Die Erstveröffentlichung von Revolution 909 erfolgte als Teil des Daft-Punk-Debütalbums Homework am 20. Januar 1997 bei Daft Trax und Virgin Records (Katalognummer: 842609-1). Am 16. Februar 1998 erschien es als fünfte Singleauskopplung aus dem Album. Diese erschien als CD-Maxi-Single mit vier verschiedenen Versionen des Liedes (Katalognummer: 8948212). Im gleichen Jahr erschien auch eine 2-Track-Single mit der B-Seite Burnin’, der vorangegangenen Single (Katalognummer: 8198917).

## Inhalt
Die Geräuschkulisse aus Teenager-Stimmen, Polizeisirenen und polizeilichen Durchsagen („Stop the music and go home! I repeat: Stop the music and go home!“) zu Beginn des Liedes soll laut Thomas Bangalter eine Reflexion über die französische Regierung und ihre Haltung gegenüber Rave-Partys darstellen: „Ich glaube nicht, dass es ihnen um die Musik geht, sondern um die Partys... Ich weiß nicht. Sie tun so, als wären es die Drogen, aber ich glaube nicht, dass es das Einzige ist. Drogen gibt es überall, aber sie hätten wahrscheinlich kein Problem damit, wenn das Gleiche bei einem Rockkonzert passieren würde, denn das ist es, was sie verstehen. Sie verstehen diese Musik nicht, die wirklich brutal und repetitiv ist, nämlich House; sie halten sie für dumm und blöd.“

## Musikvideo
Das Musikvideo wurde von Roman Coppola gedreht und zeigt eine Rave-Party in einer engen Gasse. Plötzlich tauchen Polizisten auf, um die Party aufzulösen. Während mehrere Leute festgenommen werden, bemerkt eine junge Frau, die von einem Polizisten verhört wird, einen roten Fleck auf dessen Hemd. Daraufhin beginnt eine Rückblende, in der zunächst ein Tomatensamen gepflanzt wird, dann sprießt und schließlich geerntet und verpackt wird. Die Pakete werden zu einem Lebensmittelladen gebracht, in dem eine ältere Dame ein paar der Tomaten kauft und sie mit nach Hause nimmt. Während sie Tomatensauce zubereitet, erklären Untertitel dem Zuschauer genau das Rezept für eine Tomatensauce für Spaghetti. Die Dame gibt das zubereitete Essen schließlich in eine Tupperware-Dose, die sie in eine Papiertüte verpackt. Zurück in der Gegenwart erscheint der Polizist vom Anfang mit diesem Essen in seinem Streifenwagen. Beim Essen tropft ein wenig Tomatensauce auf sein Hemd und verursacht den Fleck. Dies bringt die Rückblende zum Anfang des Videos. Als der Polizist auf sein beflecktes Hemd hinunterblickt und abgelenkt ist, bietet sich der jungen Frau die Möglichkeit zu fliehen. Jemand erscheint auf einer Plattform über ihr und zieht sie in Sicherheit.

## Chartplatzierungen
| ChartsChartplatzierungen     | Höchstplatzierung | Wochen |
| ---------------------------- | ----------------- | ------ |
| Frankreich (SNEP)            | 50 (7 Wo.)        | 7      |
| Vereinigtes Königreich (OCC) | 47 (2 Wo.)        | 2      |

## Weblink
- Musikvideo auf YouTube